# Невита
Флавий Невита (на латински: Flavius Nevitta) e политик и magister militum на Римската империя през 4 век.
Той е от германски произход и езичник. Служи 357 г. при по-късния император Юлиан Апостат в Галия и се бие успешно против алеманите.
Става 361 г. magister equitum per Gallias и между 361 – 363/364 г. служи в Галия, Реция, Норик и в Сирмиум.
През 362 г. той е консул заедно с Клавдий Мамертин. През 363 г. придружава император Юлиан в персийския му поход.